# Vejen Kommunes Biblioteker
Vejen Kommunes Biblioteker består af fire biblioteker samt 11 Bogafhentningspunkter.
Bibliotekerne har til huse i Vejen, Brørup, Holsted, Rødding.
Bogafhentningspunkterne er i: 
- Gesten - Aktivitetshus Kvisten 1. sal
- Andst - Andst Børne Center
- Glejbjerg - Glejbjerg Hallen
- Hovborg - Hovborg Aktivitetshus
- Lindknud - Bøgevang dagcenter
- Bække - Hærvejshallen
- Læborg- Vejen Friskole
- Tobøl - Tobøl Aktivhus
- Stenderup - Stenderup Idrætssal
- Skodborg - Skodborg arkiv
- Lintrup - Lintrup Aktivitetscenter
- Jels - Thorhallen
- Øster Lindet - Øster Lindet landsbyhuset
- Sdr. Hygum - Sdr. Hygum købmandsbutik
- Føvling - Føvling Børnecenter